# Ted Ditchburn
Edwin George Ted Ditchburn (ur. 24 października 1921 w Gillingham, zm. 26 grudnia 2005) – angielski piłkarz występujący podczas kariery na pozycji bramkarza.

## Kariera klubowa
Ted Ditchburn piłkarską karierę rozpoczął w Northfleet United, który był filijnym klubem Tottenhamu Hotspur, do którego trafił w 1939. W Division Two zadebiutował 31 sierpnia 1936 w wygranym 2-1 meczu z Birmingham City. Z Kogutami w 1950 awansował do Division One, a rok później jako beniaminek zdobył z nim trzykrotnie zdobył mistrzostwo Anglii. Ogółem w barwach Kogutów rozegrał 452 spotkania. W latach 1959–1965 występował w amatorskim Romford F.C., w którym pełnił rolę grającego trenera. Karierę zakończył w amatorskim Brentwood Town.
| Sezon   | Klub                   | Kraj   | Rozgrywki    | Mecze | Bramki |
| ------- | ---------------------- | ------ | ------------ | ----- | ------ |
| 1946/47 | Tottenham Hotspur F.C. | Anglia | Division Two | 41    | 0      |
| 1947/48 | Tottenham Hotspur F.C. | Anglia | Division Two | 41    | 0      |
| 1948/49 | Tottenham Hotspur F.C. | Anglia | Division Two | 42    | 0      |
| 1949/50 | Tottenham Hotspur F.C. | Anglia | Division Two | 42    | 0      |
| 1950/51 | Tottenham Hotspur F.C. | Anglia | Division One | 42    | 0      |
| 1951/52 | Tottenham Hotspur F.C. | Anglia | Division One | 42    | 0      |
| 1952/53 | Tottenham Hotspur F.C. | Anglia | Division One | 42    | 0      |
| 1953/54 | Tottenham Hotspur F.C. | Anglia | Division One | 39    | 0      |
| 1954/55 | Tottenham Hotspur F.C. | Anglia | Division One | 16    | 0      |
| 1955/56 | Tottenham Hotspur F.C. | Anglia | Division One | 14    | 0      |
| 1956/57 | Tottenham Hotspur F.C. | Anglia | Division One | 29    | 0      |
| 1957/58 | Tottenham Hotspur F.C. | Anglia | Division One | 26    | 0      |
| 1958/59 | Tottenham Hotspur F.C. | Anglia | Division One | 2     | 0      |

## Kariera reprezentacyjna
W reprezentacji Anglii Ditchburn zadebiutował 2 grudnia 1948 w wygranym 6-0 towarzyskim meczu ze Szwajcarią. W 1950 Ditchburn uczestniczył w mistrzostwach świata. Na turnieju w Brazylii był rezerwowym i nie wystąpił w żadnym meczu. Ostatni raz w reprezentacji wystąpił 5 grudnia 1956 w wygranym 5-2 meczu eliminacji mistrzostw świata 1958 z Danią. Ogółem Ditchburn rozegrał w reprezentacji 6 spotkań.
| Mecze i gole w reprezentacji | Mecze i gole w reprezentacji | Mecze i gole w reprezentacji | Mecze i gole w reprezentacji | Mecze i gole w reprezentacji | Mecze i gole w reprezentacji | Mecze i gole w reprezentacji |
| #                            | Data                         | Miasto                       | Przeciwnik                   | Gol                          | Wynik                        |                              |
| ---------------------------- | ---------------------------- | ---------------------------- | ---------------------------- | ---------------------------- | ---------------------------- | ---------------------------- |
| 1.                           | 02.12.1948                   | Londyn                       | Szwajcaria                   |                              | 6:0                          | towarzyski                   |
| 2.                           | 13.05.1949                   | Solna                        | Szwecja                      |                              | 3:1                          | towarzyski                   |
| 3.                           | 08.06.1953                   | Nowy Jork                    | Stany Zjednoczone            |                              | 6:3                          | towarzyski                   |
| 4.                           | 14.11.1956                   | Londyn                       | Walia                        |                              | 3:1                          | British Home Championship    |
| 5.                           | 28.11.1956                   | Londyn                       | Jugosławia                   |                              | 3:0                          | towarzyski                   |
| 6.                           | 05.12.1956                   | Wolverhampton                | Dania                        |                              | 5:2                          | el. MŚ                       |